# Fritz Wagner
Fritz Wagner (ur. 21 grudnia 1913, zm. 9 września 1987) – piłkarz szwajcarski grający na pozycji napastnika. W reprezentacji Szwajcarii rozegrał 8 meczów i zdobył 2 gole.

## Kariera klubowa
W swojej karierze piłkarskiej Wagner grał w klubie Grasshoppers Zurych.

## Kariera reprezentacyjna
W reprezentacji Szwajcarii Wagner zadebiutował 21 czerwca 1936 roku w przegranym 2:5 towarzyskim meczu ze Szwecją, rozegranym w Sztokholmie. W 1938 roku został powołany do kadry na mistrzostwa świata we Francji. Na nich był rezerwowym i nie rozegrał żadnego spotkania. Od 1936 do 1938 roku rozegrał w kadrze narodowej 8 meczów i strzelił 2 bramki.